# Mammutiden

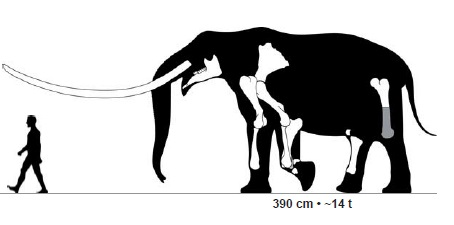
Größenvergleich des größten bekannten Mammutids, der eurasischen Art Mammut borsoni, mit einem Menschen

Die Mammutiden (Mammutidae), ursprünglich auch  Echte Mastodonten genannt, sind eine ausgestorbene Familie der Rüsseltiere (Proboscidea) aus Neogen und Quartär. Innerhalb dieser stellen sie eine sehr urtümliche Form dar. Sie waren über die gesamte Alte Welt bis nach Amerika verbreitet und starben dort erst zum Ende des Pleistozäns vor ca. 10.000 Jahren aus.

## Beschreibung
Der Körperbau der Mammutiden ähnelte dem der Elefanten, war jedoch länger und niedriger. Charakteristisch war die fliehende Stirn. Im Gegensatz zu den Gomphotherien mit ihrem buckeligen Zahnmuster hatten die Mammutiden deutlich zygodonte Backenzähne, das heißt, die Zähne besaßen auf ihren Kauflächen kräftige Leisten zwischen den paarigen, quer zur Zahnlängsachse angeordneten Zahnschmelzhöckern. Dabei wiesen die Milchmolaren und die beiden ersten Dauermolaren jeweils drei Leisten (trilophodont) auf, während der letzte Molar vier besaß. Die Zahnmorphologie lässt auf eine laubfressende Ernährungsweise schließen. Frühe Vertreter der Mammutiden besaßen noch vier Stoßzähne, je ein Paar im Ober- und Unterkiefer, die sich wie bei allen Rüsseltieren aus dem jeweils zweiten oberen Schneidezahn und dem ersten Schneidezahn des Unterkiefers bildeten. Späte Formen wiesen nur noch obere Stoßzähne auf, während die unteren durch die Verkürzung des Unterkiefers reduziert und später nicht mehr ausgebildet wurden.

## Entwicklung und Arten

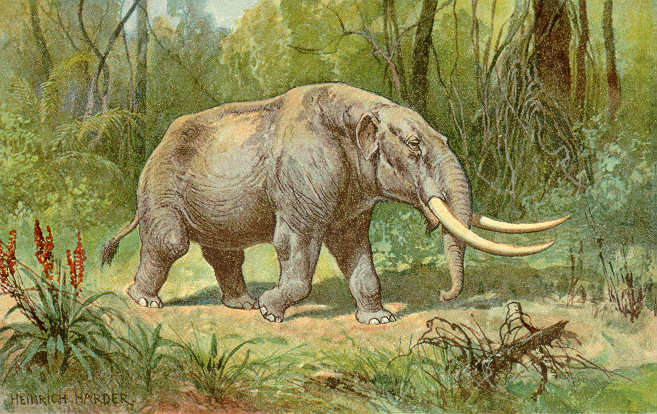
Künstlerische Darstellung eines Mammutiden von Heinrich Harder, vermutlich von 1920 (damals als Mastodon bezeichnet)

Die ersten Mammutiden entwickelten sich in Afrika aus dem Palaeomastodon. Molekulargenetischen Untersuchungen zufolge spalteten sie sich bereits im Oberen Oligozän vor 26 Millionen Jahren von der Entwicklungslinie zu den heutigen Echten Elefanten ab. Aus dieser Phase stammt auch mit Losodokodon der erste Fossilnachweis, die Form wurde im Jahr 2009 von D. Tab Rasmussen und Mercedes Gutiérrez anhand einzelner Zähne aus dem nordwestlichen Kenia wissenschaftlich eingeführt. Im Unteren Miozän vor rund 22 Millionen Jahren tritt dann Eozygodon auf, aus dem sich später Zygolophodon entwickelt. Möglicherweise schon Eozygodon, eindeutig aber Zygolophodon erreichte vor rund 20 Millionen Jahren mit der allmählichen Schließung des Tethys-Ozeans und der Bildung einer Landbrücke zwischen Afrika und den nördlichen Kontinentalmassen auch Eurasien. Letztere Rüsseltiergattung wanderte schlussendlich bis nach Amerika. Zygolophodon besaß vier Stoßzähne, wobei die oberen nach unten gebogen waren, während die deutlich kleineren unteren einen geraden Verlauf hatten. Im Laufe der Entwicklung reduzierten sich aber die unteren Stoßzähne, während die Molaren eine stärker zygodonte Form annahmen. In Mitteleuropa sind Funde der Art Zygolophodon turicensis aus Elgg (Kanton Zürich) und Esselborn (Rheinland-Pfalz) bekannt.
Die Mammutiden aus dem späten Miozän beginnend vor rund 10 Millionen Jahren werden der Gattung Mammut zugerechnet. Diese besaßen nur noch zwei obere Stoßzähne. Der Gattungsname Mammut kann zur Verwechslung mit Mammuthus führen, dem Gattungsnamen des Mammuts, einer ausgestorbenen Gruppe der Elefanten (Elephantidae). Eine der größten Formen war die eurasische Art Mammut borsoni aus dem Miozän und dem Pliozän. Sie erreichte eine Schulterhöhe von 3,5 bis knapp 4 m. Bemerkenswert sind die extrem langen, kaum gebogenen Stoßzähne dieser Art. Ein kürzlich entdecktes Skelett aus Makedonien (Griechenland) wies Stoßzähne mit einer Länge von 4,5 m auf. Aus Deutschland stammen Funde aus Kaltensundheim (Thüringen), wo 1958 ein Teilskelett und zwischen 1976 und 1978 ein nahezu vollständiges Skelett geborgen wurde. Mit Mammut borsoni starb in Eurasien im frühen Pleistozän vor etwa 2,5 bis 2 Millionen Jahren der letzte Vertreter der Mammutiden aus. Das Aussterben der Rüsseltiere wird mit der in dieser Zeit zunehmenden Abkühlung des Klimas und der Ausbreitung von Steppen in Eurasien erklärt, die den spezialisierten Blattfressern die Nahrungsgrundlage entzogen.
In Amerika existierten die Mammutiden aber wesentlich länger. Das Amerikanische Mastodon (Mammut americanum) lebte bis vor etwa 10.000 Jahren in Nordamerika und gehörte zu den letzten Angehörigen einer ganzen Gruppe von urtümlichen Rüsseltieren. Es erreichte eine Schulterhöhe von etwa 2,5 m und besaß als Anpassung an das kühle bis kalte Klima ein Fell. Die Stoßzähne waren deutlich nach oben geschwungen. Nachgewiesen ist es von zahlreichen Fundstellen in Kanada und den USA, aber auch von einigen Stellen in Mittelamerika, wie Funde aus Mexiko und Honduras belegen. Etwa zeitgleich trat im westlichen Nordamerika noch Mammut pacificus auf. Dieses unterscheidet sich von seinem Verwandten durch schmalere letzte Backenzähne, das vollständige Fehlen der unteren Stoßzähne und durch einige weitere Besonderheiten im Körperskelett.

## Systematik
Ursprünglich wurden die Mammutiden (teilweise unter der Bezeichnung „Echte Mastodonten“) zusammen mit den Gomphotherien zur Überfamilie der Mastodonten (Mastodontoidea) zusammengefasst, was weitgehend auf Henry Fairfield Osborns Arbeiten zu Beginn des 20. Jahrhunderts zurückgeht. Diese Einteilung ist heute nicht mehr gültig. Sie gehören nun innerhalb der Gruppe der Elephantiformes zur Überfamilie Mammutoidea, welche die urtümlichere Schwestergruppe der Überfamilie Gomphotherioidea (mit den Gomphotherien) darstellt. Aus letztgenannter entwickelten sich über die Stegodonten (Stegodontidae) die Echten Elefanten (Elephantidae) mit den heute noch existierenden Gattungen. Diese beiden Rüsseltiergruppen gehören zur Überfamilie Elephantoidea. Die heute anerkannte Familienbezeichnung Mammutidae geht auf Oliver Perry Hay aus dem Jahr 1922 zurück, der in einem Aufsatz Osborn für seine Namenswahl bezüglich verschiedener Rüsseltiergruppen kritisierte. Dabei hob Hay hervor, dass die von Osborn gewählte Bezeichnung Mastodontidae für die Mammutiden nicht auf einem gültigen Gattungsnamen beruhte. Hay selbst führte die Gruppe mit der Bezeichnung Mammutinae auf der Ebene einer Unterfamilie.
Zur Familie der Mammutiden gehören folgende Gattungen:
- Losodokodon Rasmussen & Gutiérrez, 2009
- Eozygodon Tassy und Pickford, 1983
- Miomastodon Osborn, 1922
- Zygolophodon Vacek, 1877
- Sinomammut Mothé, Avilla, Zhao, Xie & Sun, 2016
- Mammut Blumenbach, 1799

## Namensgebung

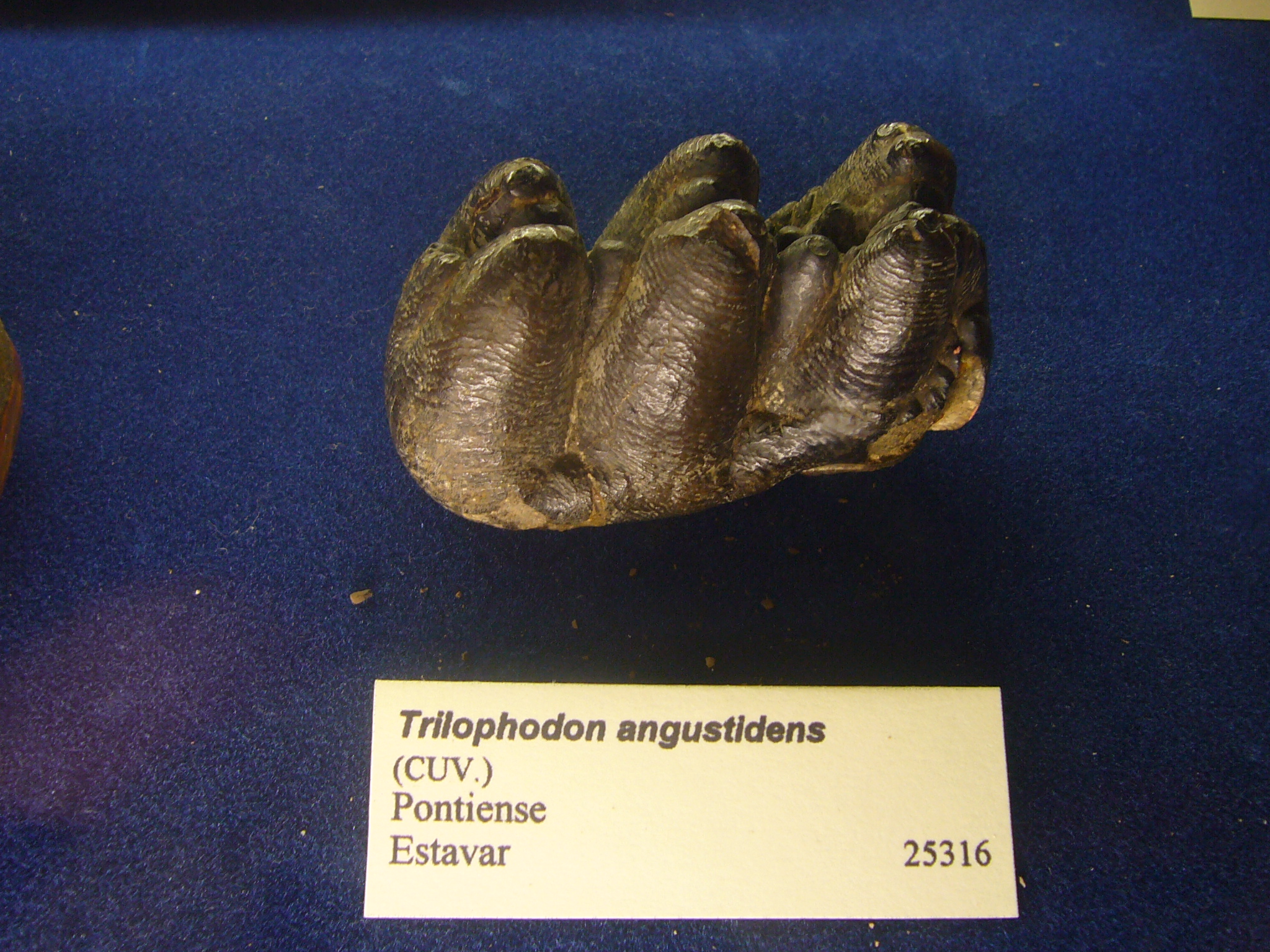
Backenzahn von Gomphotherium angustidens

Der Name Mastodon leitet sich aus dem Griechischen μαστός (mastos, „Zitze“ oder „Brust“) und οδον (odon, „Zahn“) her und bezieht sich auf den besonderen Zahnaufbau. Eingeführt wurde er offiziell 1817 von dem französischen Paläontologen Georges Cuvier. Er verwendete ihn aber für mehrere, aus heutiger Sicht nicht miteinander verwandte Arten. So vereinte er in der Gattung unter anderem Mastodon giganteum, das Amerikanische Mastodon (Mammut americanum), und Mastodon angustidens, das heute zu Gomphotherium gestellt wird und einer anderen Rüsseltierlinie angehört. Aufgrund dessen wird dieser Begriff heute in der Fachliteratur nur noch selten gebraucht und bezieht sich umgangssprachlich meist auf das Amerikanische Mastodon, als Rüsseltiergruppe werden die „Echten Mastodonten“ von Fachleuten Mammutiden genannt. Die Bezeichnung Mammut (nicht zu verwechseln mit Mammuthus, der Gattung der Mammute), von dem sich der Fachbegriff ableitet, geht auf Johann Friedrich Blumenbach zurück, der in seinem Handbuch der Naturgeschichte aus dem Jahr 1799 erstmals das Amerikanische Mastodon als Mammut ohioticum erwähnte.